# Blaženka Divjak

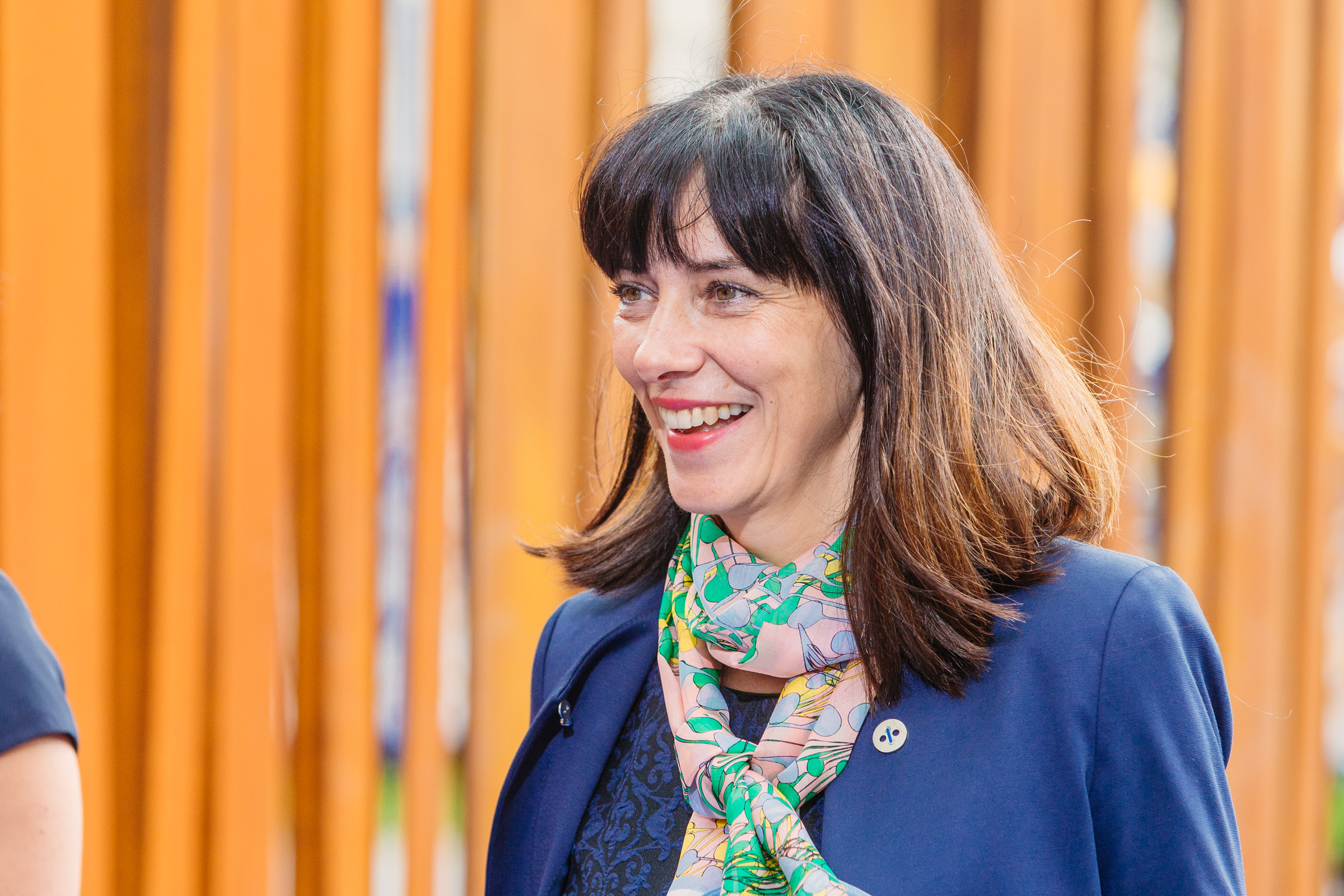
Blaženka Divjak (2017)

Blaženka Divjak (* 1. Januar 1967 in Varaždin) ist eine kroatische Wissenschaftlerin, Politikerin und Universitätsprofessorin an der Universität Zagreb, Fakultät für Organisation und Informatik in Varaždin, Kroatien.

## Leben
In ihrer Geburtsstadt Varaždin schloss sie 1985 das natur-mathematische Gymnasium ab. 1989 diplomierte sie in Mathematik und Physik. 1993 magistrierte Divjak in Wissenschaften aus der Mathematik. 1998 doktorierte Blaženka Divjak in Mathematik an der naturwissenschaftlich-mathematischen Fakultät der Universität Zagreb. Sie spricht Englisch und Deutsch.
Sie war von 2017 bis 2020 kroatische Ministerin für Wissenschaft und Bildung.
Sie war Vizerektorin für Studierende und Studiengänge an der Universität Zagreb (2010–2014).
Sie hat sieben Bücher geschrieben.

## Kritik
Der kroatische schwul-lesbische Verband "Kontra" beschuldigte Divjak im Vorfeld ihrer Ernennung zur Ministerin der sexuellen Diskriminierung eines schwulen Assistenten an der Fakultät für Organisation und Informatik in Varaždin. Divjak war als Prodekan und Mitglied des Leitungskollegiums der Fakultät für Organisation und Informatik tätig.